# Fällkniven

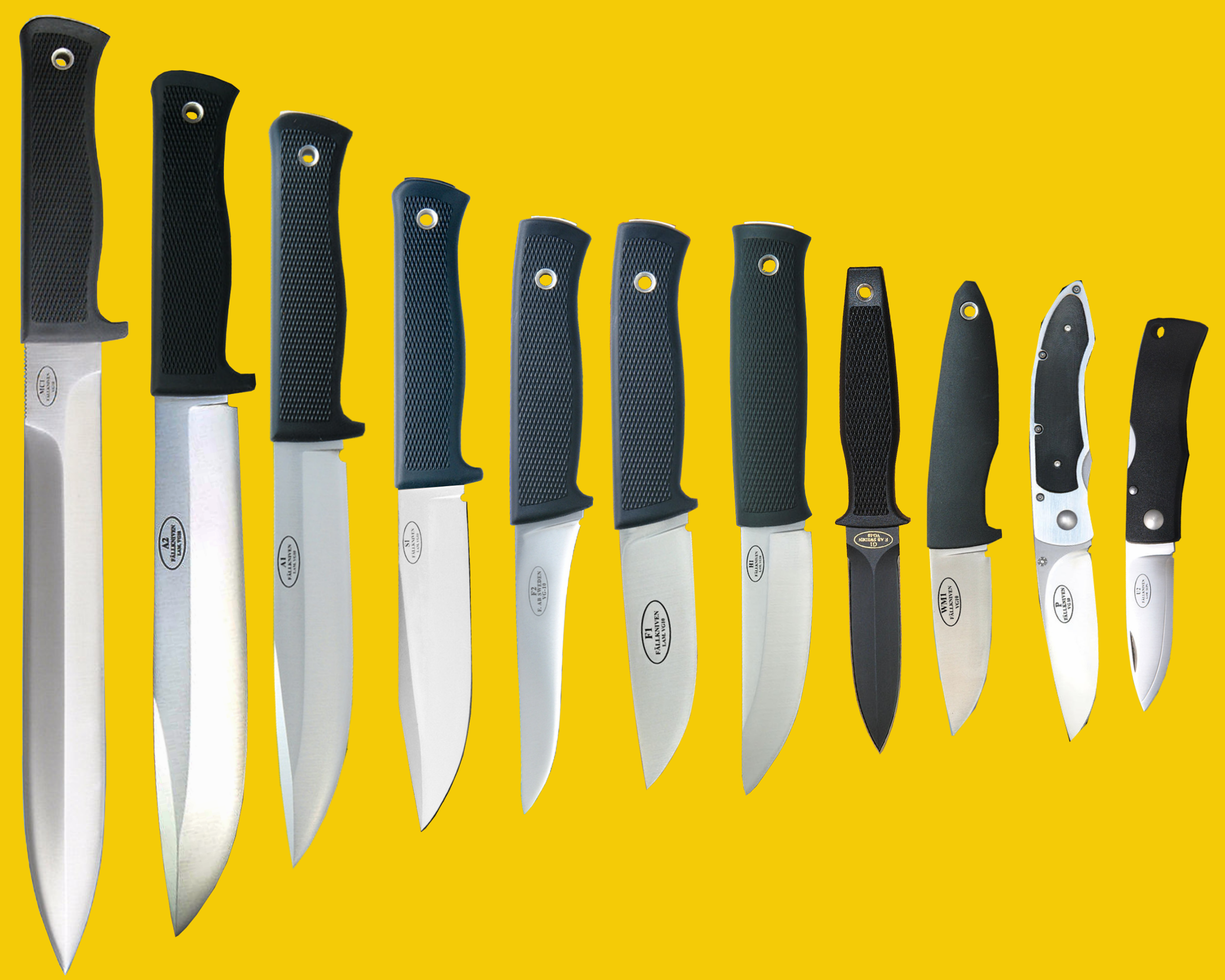
Fällknivens sortiment i urval.

Fällkniven är ett svenskt familjeföretag i Boden. Företaget grundades 1984 som importfirma och är sedan dess en av Sveriges främsta knivspecialister. De började designa sina egna knivar 1987.
Deras mest sålda kniv är mod F1. Andra modeller är mod S1 och A1. Fällkniven belastningstestar också sina knivar vid Luleå tekniska universitet.